# Uroxys nebulinus
Uroxys nebulinus là một loài bọ cánh cứng trong họ Bọ hung (Scarabaeidae).